# Santana do Mundaú (kommun)
Santana do Mundaú är en kommun i Brasilien.   Den ligger i delstaten Alagoas, i den östra delen av landet, 1 500 km nordost om huvudstaden Brasília. Antalet invånare är 10 961.
Följande samhällen finns i Santana do Mundaú:
- Santana do Mundaú

Omgivningarna runt Santana do Mundaú är en mosaik av jordbruksmark och naturlig växtlighet. Runt Santana do Mundaú är det ganska tätbefolkat, med 72 invånare per kvadratkilometer.